# Ковровые бомбардировки

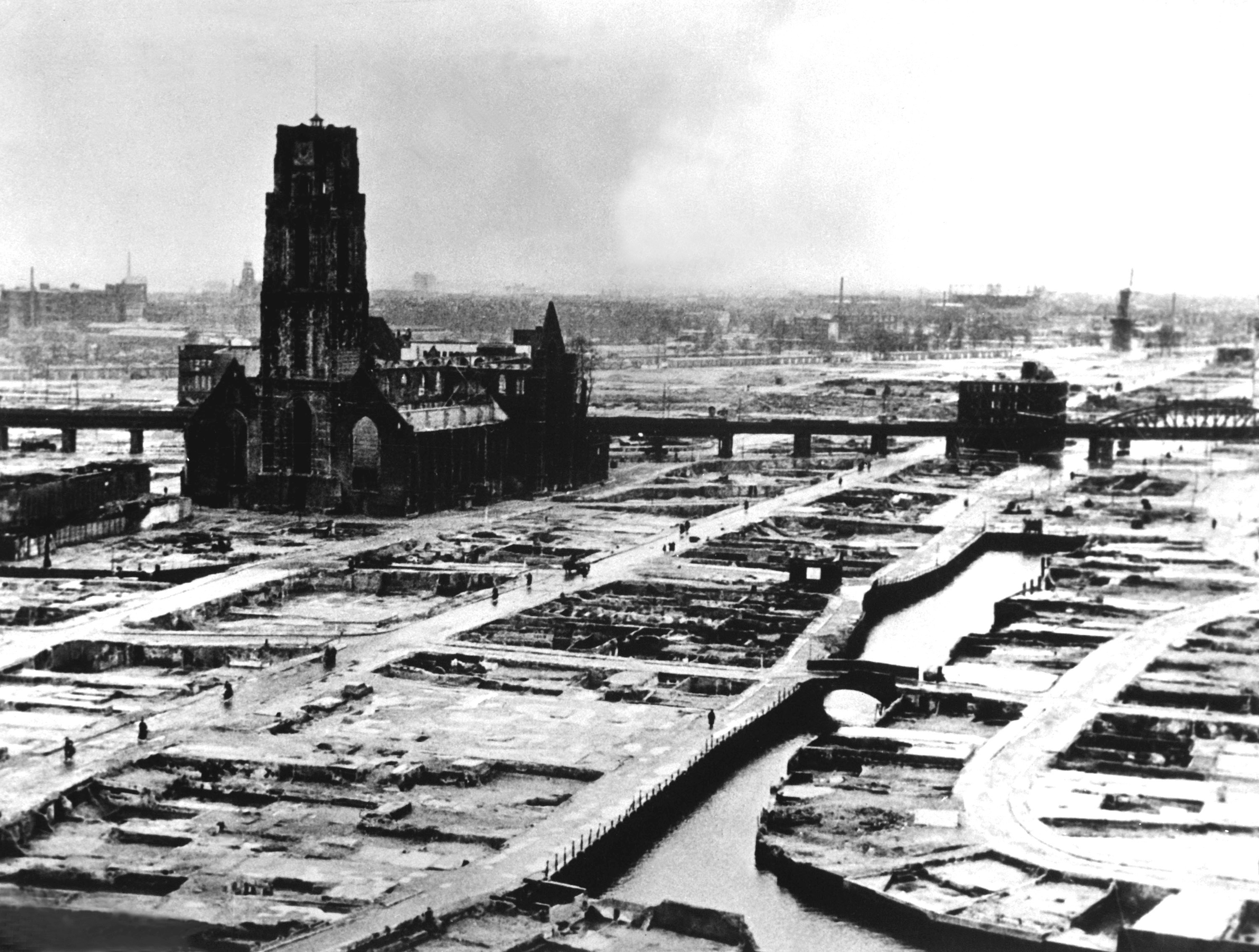
Роттердам, 1940 год: последствия ковровой бомбардировки

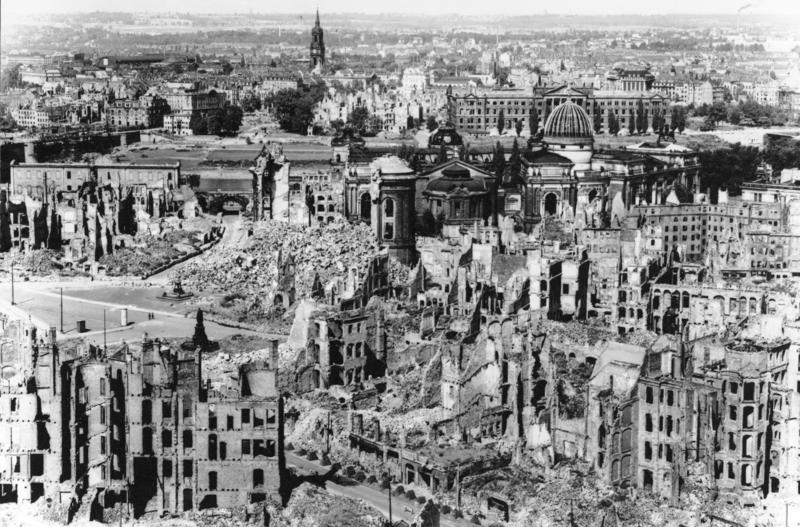
Дрезден после англо-американской бомбардировки. Фото из немецких архивов, 1945 год

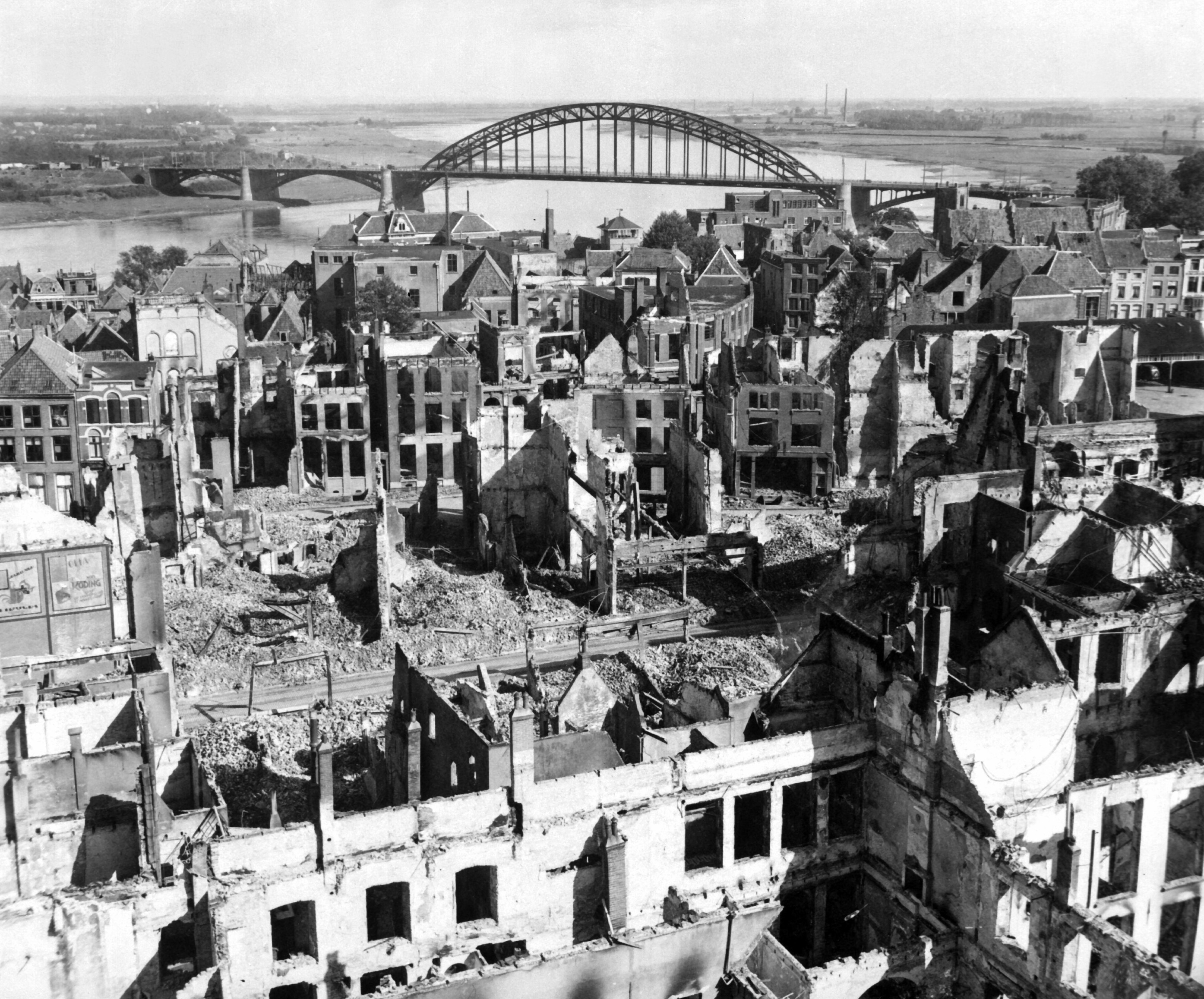
Неймеген, пострадавший от англо-американских и немецких бомбардировок и обстрелов, 1944 год.

«Ковровые бомбардировки» — непрерывное, интенсивное, последовательное бомбометание по значительным площадям, как правило, населённым пунктам противника. 
При «Ковровой бомбардировке» применяется большое число бомб (часто в сочетании с зажигательными) для полного уничтожения выбранного района бомбардировки (населённого пункта), либо уничтожения личного состава противника, его вооружения, военной техники и материальной части, либо для его деморализации, в том числе посредством уничтожения мирного (гражданского) населения.

## История
Первоначально ковровые бомбардировки осуществлялись посредством массированных авиационных налётов (авианалёт) бомбардировщиков. По мере увеличения грузоподъемности стратегической авиации ковровое бомбометание стало возможно проводить и одним стратегическим бомбардировщиком.
Итальянский военный теоретик Джулио Дуэ в 1921 году предположил, что в будущих войнах одна из сторон с помощью авиации атакует города противника с гражданским населением, что подтолкнёт противника к капитуляции. Писатель Герберт Уэллс в фантастическом романе «Облик грядущего (1933)» описал уничтожение города во время воздушной атаки.
Во время гражданской войны в Испании, в 1937 году, бомбардировке подвергся город Герника, когда в результате налётов легиона «Кондор» было разрушено 75 % городских строений. В марте 1938 года жестокой бомбардировке подверглась Барселона.
Япония широко применяла ковровые бомбардировки с 1938 года по 1943 год во время агрессии против Китая.
Ковровые бомбардировки использовались во время Второй мировой войны Королевскими ВВС Великобритании и Военно-воздушными силами армии США как способ проведения стратегических бомбардировок Германии. Налёты планировались несколькими эшелонами с различным бомбовым вооружением для создания эффекта огненного смерча.
Применялись ковровые бомбардировки ВВС США и против Японии.
Среди известных атак на города, при которых были большие жертвы среди гражданских лиц, можно назвать бомбардировки Дрездена, Гамбурга, Пфорцхайма, Токио, Роттердама и Сталинграда.
Практика ковровых бомбардировок использовалась Военно-воздушными силами США также во Вьетнамской войне. В декабре 1972 года США развернули самые интенсивные за всё время войны бомбардировки Северного Вьетнама. Американские стратегические бомбардировщики B-52 вели ковровые бомбардировки районов Ханоя и Хайфона, при этом преимущественно работа велась не по жилым массивам, а целями бомбардировок были все военные, а также и другие стратегически важные объекты (железнодорожные узлы, мосты, автодороги, электростанции и металлургические предприятия) в районе Ханоя и Хайфона, индустриального района Тхайнгуен.

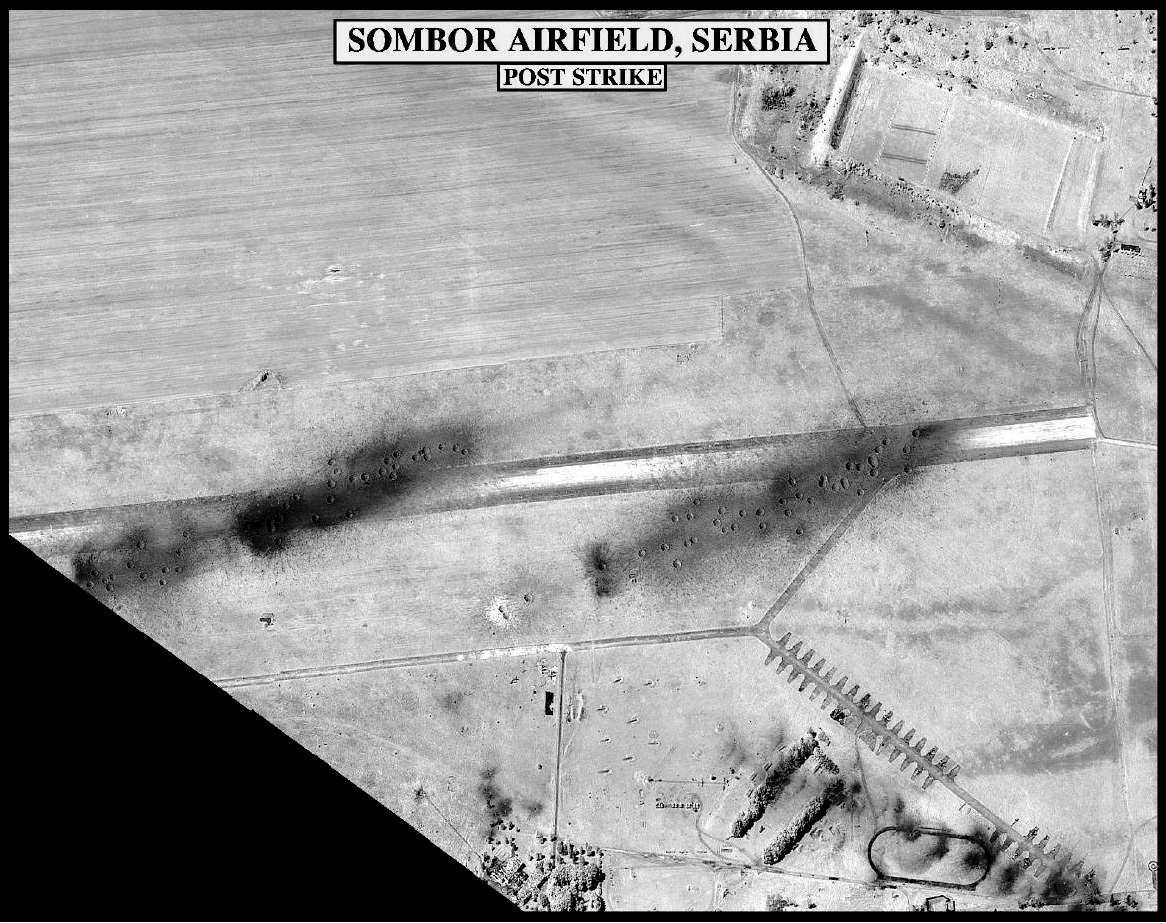
Взлетно-посадочная полоса сербского военного аэродрома Сомбор, накрытого «бомбовыми коврами» авиацией NATO. 1999 год.

В 2000 году президент США Билл Клинтон предоставил Вьетнаму полный отчёт о бомбардировках Индокитая, в частности по оценке Т. Оуэна и Б. Кирнана на Камбоджу было сброшено около трёх миллионов тонн бомб — для тогдашнего населения это примерно полтонны на одного жителя. Позднее Т. Оуэн и Б. Кирнан изменили свою оценку и писали уже о 500 тысячах тонн бомб, сброшенных на Камбоджу.
Во время гражданской войны в Нигерии национальные ВВС использовали советские бомбардировщики Ил-28 для ковровых бомбардировок Биафры. В ходе этих налётов погибло более 2000 мирных жителей.
ВВС СССР эпизодически проводили ковровые бомбардировки во время Афганской войны. По свидетельству бывшего министра обороны России и участника Афганской войны Павла Грачёва, инициатором и разработчиком коврового бомбометания в условиях Афганистана был генерал[уточнить] Джохар Дудаев. Эффективность ковровых бомбометаний в ущельях Афганистана оценивалась крайне невысоко: самолёты почти гарантированно засекались ещё на подлёте к цели, а бомбы малого калибра в условиях сильнопересечённой местности не создавали глобального эффекта, позволяя душманам легко укрываться в пещерах и складках местности. Именно поэтому в последние годы войны предпочтение отдавалось точечным сбросам бомб особо большого калибра, что позволяло буквально «схлопывать» ущелья, не давая противнику шансов укрыться.